# The Very Best of Elvis Costello
The Very Best of Elvis Costello è una compilation del cantautore britannico Elvis Costello, pubblicato il 2 agosto 1999. 

## Tracce
Disco 1
Testi e musiche di Elvis Costello, eccetto dove indicato.
1. (What's So Funny 'Bout) Peace, Love, and Understanding – 3:31 (Nick Lowe)
2. Oliver's Army – 2:57
3. Watching the Detectives – 3:43
4. Alison – 3:21
5. (I Don't Want to Go To) Chelsea – 3:07
6. Accidents Will Happen – 3:01
7. Pump It Up – 3:13
8. I Can't Stand Up for Falling Down – 2:05 (Homer Banks, Alan Jones)
9. Radio Radio – 3:06
10. Clubland – 3:43
11. A Good Year for the Roses – 3:35 (Jerry Chesnut)
12. Man Out of Time – 5:25
13. I Wanna Be Loved – 4:46 (Farnell Jenkins)
14. Everyday I Write the Book – 3:52
15. Brilliant Mistake – 3:41 (Declan MacManus)
16. The Other Side of Summer – 3:53 (MacManus)
17. Tokyo Storm Warning – 6:23 (MacManus)
18. Sulky Girl – 5:04 (MacManus)
19. So Like Candy – 4:35 (MacManus, Paul McCartney)
20. Veronica – 3:07 (MacManus, McCartney)
21. She – 3:05 (Charles Aznavour, Herbert Kretzmer)

Disco 2
Testi e musiche di Elvis Costello, eccetto dove indicato.
1. Big Tears – 3:10
2. Beyond Belief – 2:33
3. Lipstick Vogue – 3:31
4. Green Shirt – 2:44
5. Pills and Soap – 3:43
6. Tramp the Dirt Down – 5:41 (MacManus)
7. Shipbuilding – 4:51 (Costello, Clive Langer)
8. High Fidelity – 2:28
9. New Lace Sleeves – 3:47
10. (The Angels Wanna Wear My) Red Shoes – 2:46
11. Talking in the Dark – 1:57
12. New Amsterdam – 2:13
13. I Hope You're Happy Now – 3:07
14. Riot Act – 3:34
15. My Funny Valentine – 1:29 (Lorenz Hart, Richard Rodgers)
16. Indoor Fireworks – 4:09
17. Almost Blue – 2:49
18. I Want You – 6:43
19. God Give Me Strength – 6:10 (Burt Bacharach, Costello)
20. That Day Is Done – 5:10 (MacManus, McCartney)
21. I Want to Vanish – 3:14

## Classifiche

### Classifiche settimanali
| Classifica (1999) | Posizione massima |
| ----------------- | ----------------- |
| Belgio (Fiandre)  | 48                |
| Paesi Bassi       | 11                |
| Regno Unito       | 4                 |

### Classifiche di fine anno
| Classifica (1999) | Posizione |
| ----------------- | --------- |
| Paesi Bassi       | 99        |
| Regno Unito       | 99        |